# 田川茂
田川 茂（たがわ しげる、1925年12月10日 - 2023年7月12日）は、日本の教育者で、暁星国際学園理事長を務める。

## 略歴
- 1925年（大正14年）長崎市で出生[1]する。
- 上智大学文学部哲学科へ進学後、スイスフリブール大学で神学を学び、南フランス、イタリア、アメリカ合衆国で見聞を広める。
- 1954年（昭和29年）7月18日、カトリック教会マリア会司祭に叙階[2]される。
- 海星学園の後に暁星学園で奉職する。
- マリア会を離れる。
- 1984年（昭和59年）暁星国際学園理事長に就く。
- 2023年（令和5年）7月12日、満97歳にて帰天[3]。

## エピソード
- 50歳から学園創設を目指して紆余曲折の後、後援会（田川会）、地主、金融機関、官公庁などの協力を得て、暁星国際学園理事長に就く。

## 関連図書
- 『燃えて生きる―田川茂神父の40余年にわたる教育実践』 酒井新二(編集) 誠文堂クリエイツ ISBN 441689760X 1997年